# Oulimata Ba Fall
Pour les articles homonymes, voir Fall.
Oulimata Ba Fall, née le 3 janvier 1997, est une céiste sénégalaise.

## Carrière
Elle est médaillée d'argent en C1 200 mètres ainsi qu'en C2 200 mètres et 500 mètres avec Combe Seck aux Jeux africains de 2019.